# Dedham (Massachusetts)
Dedham é uma cidade situada no condado de Norfolk, no estado americano de Massachusetts. No censo de 2010 tinha uma população de 24.729 habitantes e uma densidade populacional de 896,69 pessoas por km².

## Geografia
Dedham encontra-se localizada nas coordenadas 42° 14′ 49″ N, 71° 10′ 46″ O. Segundo o Departamento do Censo dos Estados Unidos, Dedham tem uma superfície total de 27,58 km², da qual 26,54 km² correspondem a terra firme e (3,77%) 1,04 km² é água.

## Demografia
Segundo o censo de 2010, havia 24.729 pessoas residindo em Dedham. A densidade populacional era de 896,69 hab./km². Dos 24.729 habitantes, Dedham era composto por 88,39% de brancos, 5,43% de afro-americanos, 0,26% de americanos nativos, 2,59% de asiáticos, 0,02% de ilhas do Pacífico, 1,63% de outras raças e 1,68 % pertenciam a duas ou mais raças. Da população total, 5,47% eram hispânicos ou latinos de qualquer raça.